# Final da Liga dos Campeões da UEFA de 2001–02
A Final da Liga dos Campeões da UEFA de 2001–02 foi o jogo final da temporada de 2001-02 da UEFA, Liga dos Campeõesda Europa, principal clube de futebol de competição. O show peça evento que foi disputado entre Bayer Leverkusen, da Alemanha e do Real Madrid, da Espanha, no Hampden Park, em Glasgow, Escócia, na quarta-feira, 15 de Maio de 2002, para decidir o vencedor da Liga dos Campeões. Leverkusen estava pela primeira vez em uma final da Liga dos Campeões, enquanto o Real Madrid chegava para a sua 12ª final.
Cada clube jogou uma primeira fase de grupos, depois havia uma segunda fase de grupos e mata-mata até a final. O Bayer Leverkusen, terminou em segundo no seu grupo, atrás de Barcelona e avançou para a segunda fase de grupos. Lá, conquistou o seu grupo, batendo os grandes do futebol inglês, Liverpool e Manchester United para avançar para a final. O Real Madrid venceu o seu grupo inicial e avançou para a segunda fase de grupos, que também venceram, antes de enfrentar o Bayern de Munique e o Barcelona no mata-mata.
Antes da partida, um minuto de silêncio foi realizado em honra ao grande técnico ucraniano Valeriy Lobanovskyi, criador do futebol cientifico, que morreu dois dias antes.
O Real Madrid foi considerado como favoritos antes do jogo, e saiu na frente aos oito minutos com gol de Raúl. No entanto, demorou apenas cinco minutos para que Lúcio pudesse empatar o jogo em 1-1. E  aos 45 minutos, Zinedine Zidane marcou o gol da vitória, um voleio de canhota no canto superior, após cruzamento de Roberto Carlos para fazer o 2-1, e dar ao Real Madrid seu 9º título.

## Rota para a final
| Equipe           | J | V | E | D | GP | GC | SG | Pts |
| ---------------- | - | - | - | - | -- | -- | -- | --- |
| Barcelona        | 6 | 5 | 0 | 1 | 12 | 5  | +7 | 15  |
| Bayer Leverkusen | 6 | 4 | 0 | 2 | 10 | 9  | +1 | 12  |
| Lyon             | 6 | 3 | 0 | 3 | 10 | 9  | +1 | 9   |
| Fenerbahçe       | 6 | 0 | 0 | 6 | 3  | 12 | −9 | 0   |

| Equipe           | J | V | E | D | GP | GC | SG | Pts |
| ---------------- | - | - | - | - | -- | -- | -- | --- |
| Real Madrid      | 6 | 4 | 1 | 1 | 13 | 5  | +8 | 13  |
| Roma             | 6 | 2 | 3 | 1 | 6  | 5  | +1 | 9   |
| Lokomotiv Moscow | 6 | 2 | 1 | 3 | 9  | 9  | 0  | 7   |
| Anderlecht       | 6 | 0 | 3 | 3 | 4  | 13 | −6 | 3   |

| Equipe              | J | V | E | D | GP | GC | SG | Pts |
| ------------------- | - | - | - | - | -- | -- | -- | --- |
| Bayer Leverkusen    | 6 | 3 | 1 | 2 | 11 | 11 | 0  | 10  |
| Deportivo La Coruña | 6 | 3 | 1 | 2 | 7  | 6  | +1 | 10  |
| Arsenal             | 6 | 2 | 1 | 3 | 8  | 8  | 0  | 7   |
| Juventus            | 6 | 2 | 1 | 3 | 7  | 8  | −1 | 7   |

| Equipe        | J | V | E | D | GP | GC | SG | Pts |
| ------------- | - | - | - | - | -- | -- | -- | --- |
| Real Madrid   | 6 | 5 | 1 | 0 | 14 | 5  | +9 | 16  |
| Panathinaikos | 6 | 2 | 2 | 2 | 7  | 8  | −1 | 8   |
| Sparta Prague | 6 | 2 | 0 | 4 | 6  | 10 | −4 | 6   |
| Porto         | 6 | 1 | 1 | 4 | 3  | 7  | −4 | 4   |

## Partida

### Resumo
O jogo colocou frente a Leverkusen, que tinha vencido o Manchester United na semifinal para negar Sir Alex Ferguson, um baile de Glasgow, contra o Real Madrid. O Real Madrid venceu por 2-1, e conquistar o seu nono título Europeu do título, e o terceiro em cinco anos. no Entanto, a partida é lembrada como uma muito perto. O Real Madrid, o espanhol atacante Raúl abriu o placar aos oito minutos, mas, cinco minutos depois, o Brasileiro, o zagueiro Lúcio empatou a pontuação com um cabeçalho que vencer o goleiro César. Mas aos 45 minutos, um dos maiores objetivos na UEFA Champions League foi marcado; Zinedine Zidane recebeu uma alta, de arcos de cruzamento de Roberto Carlos na extremidade da área de grande penalidade, de voleio um remate de pé esquerdo para o canto superior. Aos 68 minutos, César foi ferido e teve que ser substituído pelo jovem de 21 anos, Iker Casillas. Com o jovem Casillas entre os postes, o Real Madrid conseguiu segurar seu chão contra um ataque Leverkusen lado, até o apito final do árbitro Urs Meier.

### Detalhes
| 25 de Maio de 2002 | Bayer Leverkusen | 1 – 2  | Real Madrid          | Hampden Park, Glasgow              |
| 20:45 EET          | Lúcio 13'        | Súmula | Raúl 8' · Zidane 45' | Público: 50,499 Árbitro: Urs Meier |

| Bayer Leverkusen | Real Madrid |

| G                | 1  | Hans-Jörg Butt      |       |     |     |
| Z                | 26 | Zoltán Sebescen     |       | 65' | 65' |
| Z                | 6  | Boris Živković      |       |     |     |
| V                | 19 | Lúcio               | 90+1' |     |     |
| V                | 35 | Diego Placente      |       |     |     |
| A                | 28 | Carsten Ramelow (c) |       |     |     |
| A                | 25 | Bernd Schneider     |       |     |     |
| A                | 13 | Michael Ballack     |       |     |     |
| M                | 23 | Thomas Brdarić      | 39'   |     |     |
| M                | 10 | Yıldıray Baştürk    |       |     |     |
| A                | 27 | Oliver Neuville     |       |     |     |
| Substituições:   |    |                     |       |     |     |
| G                | 20 | Frank Juric         |       |     |     |
| A                | 3  | Marko Babić         | 90+1' |     |     |
| A                | 47 | Thomas Kleine       |       |     |     |
| V                | 15 | Jurica Vranješ      |       |     |     |
| V                | 33 | Anel Džaka          |       |     |     |
| A                | 9  | Ulf Kirsten         | 65'   |     |     |
| A                | 12 | Dimitar Berbatov    | 39'   |     |     |
| Treinador:       |    |                     |       |     |     |
| Klaus Toppmöller |    |                     |       |     |     |

| G                  | 13 | César               | 68'   |
| L                  | 2  | Míchel Salgado      | 45+2' |
| Z                  | 4  | Fernando Hierro (c) |       |
| Z                  | 6  | Iván Helguera       |       |
| L                  | 3  | Roberto Carlos      | 89'   |
| V                  | 24 | Claude Makélélé     | 73'   |
| A                  | 10 | Luís Figo           | 61'   |
| M                  | 21 | Santiago Solari     |       |
| M                  | 5  | Zinedine Zidane     |       |
| A                  | 7  | Raúl                |       |
| A                  | 9  | Fernando Morientes  |       |
| Substituições:     |    |                     |       |
| G                  | 1  | Iker Casillas       | 68'   |
| Z                  | 18 | Aitor Karanka       |       |
| A                  | 31 | Francisco Pavón     |       |
| A                  | 8  | Steve McManaman     | 61'   |
| V                  | 14 | Guti                |       |
| M                  | 16 | Flávio Conceição    | 73'   |
| M                  | 23 | Pedro Munitis       |       |
| Treinador:         |    |                     |       |
| Vicente del Bosque |    |                     |       |

| Homem do jogo: Zinedine Zidane (Real Madrid) Árbitros assistentes: Francesco Buragina (Suíça) Felix Züger (Suíça) Quarta oficial: Massimo Busacca (Suíça) | Regulamento - 90 minutos. - 30 minutos de prorrogação caso haja empate no tempo normal. - Persistindo o empate, o vencedor será decidido nas penalidades máximas. - Doze jogadores substitutos. - Máximo de três substituições, com uma quarta sendo permitida em caso de prorrogação. |

## Pós-partida
Após o jogo, o Leverkusen gerenciador de Klaus Toppmöller expressou sua decepção, afirmando que: "a decepção é enorme, você sempre não obter a recompensa que você merece no futebol, e ninguém sabe isso melhor do que nós, depois do que tivemos. "Temos que procurar consolo. Fazendo o que temos feito, temos feito uma boa temporada – mas o que aconteceu para nós é difícil e faz-nos sentir o amargo."